# 리야즈 칸
리야즈 칸(Riyaz Khan, 1972년 9월 9일 ~ )은 인도의 배우이다. 말라얄람어, 타밀어, 텔루구어, 힌디어 영화에 출연했다.